# Charles-Eugène Parent
Charles-Eugène Parent (22 avril 1902 - 2 juin 1982) était un homme d'Église québécois qui fut évêque de Rimouski de 1951 à 1967.

## Biographie
Originaire de Trois-Pistoles (Québec), il reçut l'ordre en l'année 1925 de son éminence Joseph-Romuald Léonard. Durant ses études, il a reçu un diplôme de philosophie ainsi qu'un doctorat en théologie. Il avait été nommé évêque par Pie XII et consacré à l'épiscopat. En 1967, Louis Lévesque lui succède en tant qu'évêque de Rimouski. Il est décédé en 1982 à l'âge de 80 ans.